# 1661 Granule
Az 1661 Granule (ideiglenes jelöléssel A916 FA) a Naprendszer kisbolygóövében található aszteroida. Max Wolf fedezte fel 1916. március 31-én, Heidelbergben.